# Nikita Kațalapov
Nikita Kațalapov (n. 10 iulie 1991, Moscova, RSFS Rusă, URSS) este un dansator pe gheață ce a reprezentat Rusia, medaliat olimpic. A participat la o ediție a Jocurilor Olimpice (2014) în care a câștigat o medalie de aur și o medalie de bronz.